# Montpellier
Montpellier (pronúncia em francês: [mɔ̃.pə.lje, mɔ̃.pe.lje] (escutarⓘ); em occitano:  Montpelhièr [mum.peˈʎɛ]; e, grafado raramente em português como Mompilher e assim como Monpeller em espanhol) é uma comuna no sul da França. Capital do departamento de Hérault, é a 7.ª maior cidade francesa e também a que apresenta o maior desenvolvimento em França nos últimos 25 anos. Perto de um terço da população consiste de estudantes das várias universidades e instituições de ensino superior nela sediadas, a segunda após Poitiers. Localizada na costa sul do país, junto ao Mar Mediterrâneo, é a terceira maior cidade do eixo mediterrânico francês, após Marselha e Nice.

## Tour de France

### Chegadas
- 2009 :  Astana (CR equipas)

## Personalidades
Senhores de Montpellier
- Guilherme de Montpellier (1085 -?).
- Guilherme VI de Montpellier, falecido em 1162.
- Guilherme VII de Montpellier, falecido em 1172.
- Bernard Guilherme de Montpellier.
- Guilherme VIII de Montpellier, (1140 — 9 de Novembro de 1202).
- Jaime III de Montpellier, "O Temerário", foi rei de Maiorca (Catania 1315 — Lluchmayor 1349).
- Maria de Montpellier (1180 — Roma 21 de Abril de 1213).
- Roque de Montpellier (c. 1295 – 1327)

### Pessoas  notáveis
- Auguste Comte[7]

## Ensino superior
- E-Artsup
- European Institute of Technology
- École nationale de l'aviation civile
- Institut Supérieur Européen de Formation par l'Action
- Montpellier Business School